# Bahnstrecke Lübeck–Lüneburg
| Eine Regionalbahn überquert die Elbe bei Lauenburg. |                                                                                          |                                                              |                                                              |
| Streckennummer (DB): | 1122 (Lübeck Hbf–Lübeck Hgbf Abzw) 1121 (Lübeck Hgbf Abzw–Büchen) 1150 (Büchen–Lüneburg) |                                                              |                                                              |
| Kursbuchstrecke (DB): | 145                                                                                      |                                                              |                                                              |
| Kursbuchstrecke: | 103d (1934) 114d (1946)                                                                  |                                                              |                                                              |
| Streckenlänge: | 77,3 km                                                                                  |                                                              |                                                              |
| Spurweite: | 1435 mm (Normalspur)                                                                     |                                                              |                                                              |
| Streckenklasse: | D4                                                                                       |                                                              |                                                              |
| Maximale Neigung: | < 20 ‰                                                                                   |                                                              |                                                              |
| Streckengeschwindigkeit: | 120 km/h                                                                                 |                                                              |                                                              |
| Zugbeeinflussung: | PZB                                                                                      |                                                              |                                                              |
| |                                                                                          |                                                              |                                                              |
| \| \| \| von Kiel und von Puttgarden \| \| \| \| \| von Lübeck-Travemünde Strand \| \| \| \| \| ehem. Trasse bis 1908 \| \| \| \| 0,0 \| Lübeck Hbf \| Lübeck Hbf \| \| \| \| Lübeck-Segeberger Eisenbahn \| \| \| \| 0,0 \| Bahnhof der Lübeck-Büchener Eisenbahn \| Bahnhof der Lübeck-Büchener Eisenbahn \| \| \| \| Eisenbahntor \| \| \| \| 1,2 \| Lübeck Hgbf \| Lübeck Hgbf \| \| \| 2,2 \| Lübeck Hgbf Abzw \| (Bft Abzw) \| \| \| \| Elbe-Lübeck-Kanal, Trave \| \| \| \| \| nach und ehem. von Hamburg \| \| \| \| \| nach Bad Kleinen und Lübeck-Schlutup \| \| \| \| 5,94,2 \| Überlänge durch Neutrassierung \| Überlänge durch Neutrassierung \| \| \| \| ehem. Trasse bis 1908 \| \| \| \| 4,4 \| Lübeck-Hochschulstadtteil \| Lübeck-Hochschulstadtteil \| \| \| 7,4 \| Lübeck Flughafen (Bedarfshalt) \| Lübeck Flughafen (Bedarfshalt) \| \| \| \| zum Flughafen Lübeck-Blankensee \| \| \| \| 7,7 \| Lübeck-Blankensee \| Lübeck-Blankensee \| \| \| \| A 20 \| \| \| \| 13,6 \| Pogeez \| Pogeez \| \| \| \| Kaiserbahn von Bad Oldesloe \| \| \| \| \| Ratzeburger Kleinbahn \| \| \| \| 20,0 \| Ratzeburg \| Ratzeburg \| \| \| \| Kaiserbahn nach Hagenow \| \| \| \| 29,2 \| Mölln (Lauenburg) \| Mölln (Lauenburg) \| \| \| \| nach Hollenbek \| \| \| \| \| Elbe-Lübeck-Kanal \| \| \| \| 39,4 \| Güster (ehem. Pers.-Halt) \| Güster (ehem. Pers.-Halt) \| \| \| 41,4 \| Roseburg \| Roseburg \| \| \| \| A 24 \| \| \| \| \| von Hamburg \| \| \| \| 47,6161,3 \| Büchen (Keilbahnhof) \| Büchen (Keilbahnhof) \| \| \| \| nach Berlin \| \| \| \| 158,8 \| Witzeeze \| Witzeeze \| \| \| 155,9 \| Dalldorf (ehem. Pers.-Halt) \| Dalldorf (ehem. Pers.-Halt) \| \| \| \| Elbe-Lübeck-Kanal \| \| \| \| \| Alte Laderampe ehem. Feldbahn \| \| \| \| \| Industriebahn \| \| \| \| \| Hafenbahn \| \| \| \| 148,5 \| Lauenburg (Elbe) \| Lauenburg (Elbe) \| \| \| \| \| \| \| \| \| \| \| \| \| 148,2 \| Elbe, ehem. Trajekt Lauenburg–Hohnstorf Landesgrenze SH – NI \| Elbe, ehem. Trajekt Lauenburg–Hohnstorf Landesgrenze SH – NI \| \| \| \| \| \| \| \| 147,9 \| Hohnstorf \| Hohnstorf \| \| \| 147,5 \| Hohnstorf Uferladestelle \| Hohnstorf Uferladestelle \| \| \| \| \| \| \| \| 144,1 \| Echem zur Bleckeder Kreisbahn \| Echem zur Bleckeder Kreisbahn \| \| \| 141,2 \| Elbe-Seitenkanal \| Elbe-Seitenkanal \| \| \| 135,9 \| Adendorf (ehem. Pers.-Halt) \| Adendorf (ehem. Pers.-Halt) \| \| \| 134,4 \| B 4 und B 209 \| B 4 und B 209 \| \| \| 133,4 \| Jäger (ehem. Bf) \| Jäger (ehem. Bf) \| \| \| \| Verbindungskurve nach Buchholz und nach Hamburg-Harburg \| \| \| \| \| von Buchholz und Hamburg \| \| \| \| \| von Bleckede und vom Hafen Lüneburg \| \| \| \| 131,6 \| Lüneburg West und Ost \| Lüneburg West und Ost \| \| \| \| nach Soltau \| \| \| \| \| nach Dannenberg \| \| \| \| \| nach Lehrte \| \| \| \| \| \| \| \| Quellen: [1][2] \| \| \| \| |                                                                                          |                                                              |                                                              |
| Strecke |                                                                                          | von Kiel und von Puttgarden                                  | von Kiel und von Puttgarden                                  |
| Abzweig geradeaus und von links |                                                                                          | von Lübeck-Travemünde Strand                                 | von Lübeck-Travemünde Strand                                 |
| Verschwenkung von links · Verschwenkung von rechts (Strecke außer Betrieb) |                                                                                          | ehem. Trasse bis 1908                                        | ehem. Trasse bis 1908                                        |
| Bahnhof · Strecke (außer Betrieb) | 0,0                                                                                      | Lübeck Hbf                                                   | Lübeck Hbf                                                   |
| Abzweig geradeaus und ehemals nach rechts · Strecke (außer Betrieb) |                                                                                          | Lübeck-Segeberger Eisenbahn                                  | Lübeck-Segeberger Eisenbahn                                  |
| Strecke · Bahnhof (Strecke außer Betrieb) | 0,0                                                                                      | Bahnhof der Lübeck-Büchener Eisenbahn                        | Bahnhof der Lübeck-Büchener Eisenbahn                        |
| Strecke · Blockstelle (Strecke außer Betrieb) |                                                                                          | Eisenbahntor                                                 | Eisenbahntor                                                 |
| Dienststation / Betriebs- oder Güterbahnhof · Strecke (außer Betrieb) | 1,2                                                                                      | Lübeck Hgbf                                                  | Lübeck Hgbf                                                  |
| Blockstelle · Strecke (außer Betrieb) | 2,2                                                                                      | Lübeck Hgbf Abzw                                             | (Bft Abzw)                                                   |
| Brücke über Wasserlauf · Brücke über Wasserlauf (Strecke außer Betrieb) |                                                                                          | Elbe-Lübeck-Kanal, Trave                                     | Elbe-Lübeck-Kanal, Trave                                     |
| Abzweig geradeaus, nach rechts und ehemals von rechts · Strecke (außer Betrieb) |                                                                                          | nach und ehem. von Hamburg                                   | nach und ehem. von Hamburg                                   |
| Abzweig geradeaus und nach links · Kreuzung rechts (Strecke geradeaus außer Betrieb) |                                                                                          | nach Bad Kleinen und Lübeck-Schlutup                         | nach Bad Kleinen und Lübeck-Schlutup                         |
| Kilometer-Wechsel · Strecke (außer Betrieb) | 5,94,2                                                                                   | Überlänge durch Neutrassierung                               | Überlänge durch Neutrassierung                               |
| Verschwenkung nach links · Verschwenkung nach rechts (Strecke außer Betrieb) |                                                                                          | ehem. Trasse bis 1908                                        | ehem. Trasse bis 1908                                        |
| Haltepunkt / Haltestelle | 4,4                                                                                      | Lübeck-Hochschulstadtteil                                    | Lübeck-Hochschulstadtteil                                    |
| Haltepunkt / Haltestelle | 7,4                                                                                      | Lübeck Flughafen (Bedarfshalt)                               | Lübeck Flughafen (Bedarfshalt)                               |
| Abzweig geradeaus und ehemals von links |                                                                                          | zum Flughafen Lübeck-Blankensee                              | zum Flughafen Lübeck-Blankensee                              |
| ehemaliger Bahnhof | 7,7                                                                                      | Lübeck-Blankensee                                            | Lübeck-Blankensee                                            |
| Brücke |                                                                                          | A 20                                                         | A 20                                                         |
| Dienststation / Betriebs- oder Güterbahnhof | 13,6                                                                                     | Pogeez                                                       | Pogeez                                                       |
| Abzweig geradeaus und ehemals von rechts |                                                                                          | Kaiserbahn von Bad Oldesloe                                  | Kaiserbahn von Bad Oldesloe                                  |
| Abzweig geradeaus und ehemals von links |                                                                                          | Ratzeburger Kleinbahn                                        | Ratzeburger Kleinbahn                                        |
| Bahnhof | 20,0                                                                                     | Ratzeburg                                                    | Ratzeburg                                                    |
| Abzweig geradeaus und ehemals nach links |                                                                                          | Kaiserbahn nach Hagenow                                      | Kaiserbahn nach Hagenow                                      |
| Bahnhof | 29,2                                                                                     | Mölln (Lauenburg)                                            | Mölln (Lauenburg)                                            |
| Abzweig geradeaus und ehemals nach links |                                                                                          | nach Hollenbek                                               | nach Hollenbek                                               |
| Brücke über Wasserlauf |                                                                                          | Elbe-Lübeck-Kanal                                            | Elbe-Lübeck-Kanal                                            |
| Dienststation / Betriebs- oder Güterbahnhof | 39,4                                                                                     | Güster (ehem. Pers.-Halt)                                    | Güster (ehem. Pers.-Halt)                                    |
| ehemaliger Bahnhof | 41,4                                                                                     | Roseburg                                                     | Roseburg                                                     |
| Strecke mit Straßenbrücke |                                                                                          | A 24                                                         | A 24                                                         |
| Abzweig geradeaus und von rechts |                                                                                          | von Hamburg                                                  | von Hamburg                                                  |
| Bahnhof | 47,6161,3                                                                                | Büchen (Keilbahnhof)                                         | Büchen (Keilbahnhof)                                         |
| Abzweig geradeaus und nach links |                                                                                          | nach Berlin                                                  | nach Berlin                                                  |
| ehemaliger Haltepunkt / Haltestelle | 158,8                                                                                    | Witzeeze                                                     | Witzeeze                                                     |
| Dienststation / Betriebs- oder Güterbahnhof | 155,9                                                                                    | Dalldorf (ehem. Pers.-Halt)                                  | Dalldorf (ehem. Pers.-Halt)                                  |
| Brücke über Wasserlauf |                                                                                          | Elbe-Lübeck-Kanal                                            | Elbe-Lübeck-Kanal                                            |
| ehemalige Blockstelle |                                                                                          | Alte Laderampe ehem. Feldbahn                                | Alte Laderampe ehem. Feldbahn                                |
| Abzweig geradeaus und von links |                                                                                          | Industriebahn                                                | Industriebahn                                                |
| Abzweig geradeaus und ehemals nach rechts |                                                                                          | Hafenbahn                                                    | Hafenbahn                                                    |
| Bahnhof | 148,5                                                                                    | Lauenburg (Elbe)                                             | Lauenburg (Elbe)                                             |
| Verschwenkung von links · Verschwenkung von rechts (Strecke außer Betrieb) |                                                                                          |                                                              |                                                              |
| |                                                                                          |                                                              |                                                              |
| Grenze auf Brücke über Wasserlauf · Eisenbahnfähre (Strecke außer Betrieb) | 148,2                                                                                    | Elbe, ehem. Trajekt Lauenburg–Hohnstorf Landesgrenze SH – NI | Elbe, ehem. Trajekt Lauenburg–Hohnstorf Landesgrenze SH – NI |
| |                                                                                          |                                                              |                                                              |
| ehemaliger Haltepunkt / Haltestelle · Strecke (außer Betrieb) | 147,9                                                                                    | Hohnstorf                                                    | Hohnstorf                                                    |
| Strecke · Bahnhof (Strecke außer Betrieb) | 147,5                                                                                    | Hohnstorf Uferladestelle                                     | Hohnstorf Uferladestelle                                     |
| Verschwenkung nach links · Verschwenkung nach rechts (Strecke außer Betrieb) |                                                                                          |                                                              |                                                              |
| Haltepunkt / Haltestelle | 144,1                                                                                    | Echem zur Bleckeder Kreisbahn                                | Echem zur Bleckeder Kreisbahn                                |
| Brücke über Wasserlauf | 141,2                                                                                    | Elbe-Seitenkanal                                             | Elbe-Seitenkanal                                             |
| Dienststation / Betriebs- oder Güterbahnhof | 135,9                                                                                    | Adendorf (ehem. Pers.-Halt)                                  | Adendorf (ehem. Pers.-Halt)                                  |
| Brücke | 134,4                                                                                    | B 4 und B 209                                                | B 4 und B 209                                                |
| ehemaliger Dienststation / Betriebs- oder Güterbahnhof | 133,4                                                                                    | Jäger (ehem. Bf)                                             | Jäger (ehem. Bf)                                             |
| Abzweig geradeaus und ehemals nach rechts |                                                                                          | Verbindungskurve nach Buchholz und nach Hamburg-Harburg      | Verbindungskurve nach Buchholz und nach Hamburg-Harburg      |
| Verschwenkung von rechts · Verschwenkung von rechts |                                                                                          | von Buchholz und Hamburg                                     | von Buchholz und Hamburg                                     |
| Abzweig geradeaus und nach links · Abzweig geradeaus, von links und von rechts |                                                                                          | von Bleckede und vom Hafen Lüneburg                          | von Bleckede und vom Hafen Lüneburg                          |
| Bahnhof · Bahnhof | 131,6                                                                                    | Lüneburg West und Ost                                        | Lüneburg West und Ost                                        |
| Abzweig geradeaus, nach links und nach rechts · Abzweig geradeaus und von rechts |                                                                                          | nach Soltau                                                  | nach Soltau                                                  |
| Strecke nach links · Kreuzung geradeaus unten |                                                                                          | nach Dannenberg                                              | nach Dannenberg                                              |
| Strecke |                                                                                          | nach Lehrte                                                  | nach Lehrte                                                  |
| |                                                                                          |                                                              |                                                              |
| Quellen: |                                                                                          |                                                              |                                                              |

Die Bahnstrecke Lübeck–Lüneburg ist eine 77 Kilometer lange, eingleisige Hauptbahn von Lübeck an der Ostseeküste in Schleswig-Holstein ins niedersächsische Lüneburg. Die Strecke wurde abschnittsweise zwischen 1851 und 1864 eröffnet. Sie ist abgesehen von den Bahnhöfen Lübeck, Büchen und Lüneburg nicht elektrifiziert.

## Geschichte

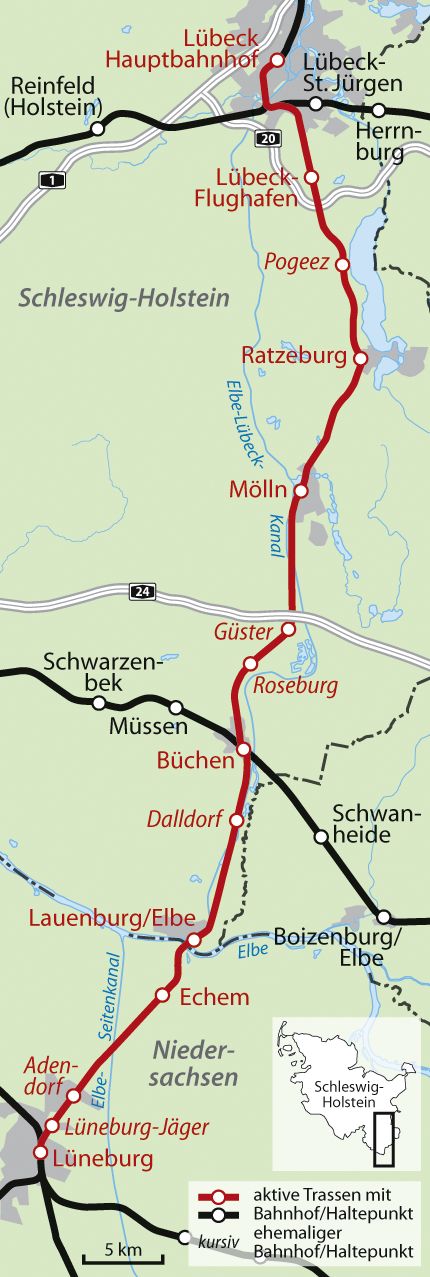
Karte der Bahnstrecke Lübeck–Lüneburg

Die Verbindung Lübeck–Büchen wurde am 16. Oktober 1851 eröffnet, nachdem Verhandlungen gescheitert waren, eine Direktverbindung Lübeck–Hamburg über dänisches Gebiet zu führen. Bereits einen Tag vorher eröffnete die Berlin-Hamburger Eisenbahn-Aktiengesellschaft den Abschnitt von Büchen bis Lauenburg an der Elbe, wo ab 15. März 1864 über das Trajekt Lauenburg–Hohnstorf Verbindung mit dem hannoverschen Eisenbahnnetz geschaffen wurde. Die dort anschließende Zweigbahn Lüneburg–Uferladestelle Hohnstorf der Hannoverschen Staatseisenbahn wurde zeitgleich mit dem Trajekt in Betrieb genommen. Da die Hamburger Elbbrücken erst 1872 zur Verfügung standen, war sie Bestandteil der kürzesten Bahnverbindung Hamburg–Hannover.
Erst 1865 konnte die Lübeck-Büchener Eisenbahngesellschaft (LBE), die ihren Namen beibehielt, die Direktverbindung Lübeck–Oldesloe–Hamburg in Betrieb nehmen.
1878 wurde bei Lauenburg eine Elbbrücke als reine Eisenbahnbrücke gebaut, deren Zuführung den bisherigen Bahnhof in Hohnstorf in einem weiten Bogen westlich umfuhr. Dieser diente fortan nur noch dem örtlichen Güterverkehr.
Bis 1937 galt das Lauenburger Privileg, das heißt, Lauenburger Reisende, die zu einer Station der Berlin-Hamburger Bahn fahren wollten, brauchten für den Abschnitt Lauenburg–Büchen nicht zu zahlen.
Bis in die erste Hälfte der 1990er Jahre fand auf der Bahnstrecke Lübeck–Lüneburg Fernverkehr statt, da einige Züge der Vogelfluglinie diese Strecke zur Umfahrung des Eisenbahnknotens Hamburg nutzten. Auf dieser Strecke verkehrte unter anderem der vor allem von Ostseeurlaubern genutzte Fehmarn-Express mit dem Laufweg Köln–Burg auf Fehmarn. Außerdem gab es mehrere Eilzugpaare der Verbindung Flensburg–Lüneburg, darunter auch eine Verbindung Goslar–Flensburg und eine Kurswagenverbindung Kreiensen–Kiel.
Am 26. Mai 2008 ging der Haltepunkt Lübeck Flughafen in Betrieb. Gleichzeitig wurde das elektronische Stellwerk Lübeck in Betrieb genommen. Es ersetzte sechs alte Stellwerke in Pogeez, Ratzeburg, Mölln und Güster. Zudem wurde in Ratzeburg ein weiterer Bahnsteig errichtet, um dort wieder Zugkreuzungen zu ermöglichen. Damit sind nun Zugkreuzungen in Pogeez, Ratzeburg, Mölln, Büchen, Dalldorf, Lauenburg und in Adendorf möglich.
Ein neuer Haltepunkt Lübeck-Hochschulstadtteil nordwestlich von Lübeck Flughafen wurde im Dezember 2013 eröffnet.

### Zukunft
Am 28. März 2019 vereinbart Land Niedersachsen, LNVG und DB eine Wiederaufnahme des Personenverkehrs im Bahnhof Adendorf. Die Deutsche Bahn verschob den Baubeginn mehrfach. Im April 2025 lag der Planfeststellungsbeschluss des Eisenbahn-Bundesamtes vor, der Auftrag für die Bauarbeiten zum 145 Meter langen und 76 Zentimeter hohen Bahnsteig war vergeben und die Deutsche Bahn kündigte einen Baubeginn im Oktober 2025 und eine Inbetriebnahme Mitte 2026 an.
Ein Streckenausbau war um 2016 nicht geplant: Die Untersuchungen für den Bundesverkehrswegeplan 2030 hatten ergeben, dass trotz einer Entlastung der Bahnstrecke Lübeck–Hamburg durch den Schienengüterverkehr ein Ausbau wegen der hohen Investitionskosten nicht wirtschaftlich ist. Demzufolge konnte das Projekt nicht in den BVWP 2030 aufgenommen werden. Eine optimierte Variante wurde in den Potenziellen Bedarf aufgenommen.
Im dritten Gutachterentwurf des Deutschlandtakts sind abschnittsweise zweigleisige Ausbauten sowie 740-Meter-Überholgleise für den Güterverkehr unterstellt. Dafür sind, zum Preisstand von 2015, Investitionen von 265 Millionen Euro vorgesehen.

## Verkehr

### Regionalverkehr
Die Strecke wird im Personenverkehr von der Linie RE 83 Kiel–Lübeck–Lüneburg von Erixx Holstein im Stundentakt befahren.
Bis Dezember 2022 wurde der Verkehr von DB Regio durchgeführt, dafür wurden ab Dezember 2009 Triebwagen der Baureihe 648 eingesetzt. Im Mai 2020 wurde die Linie RE 83 gemeinsam mit weiteren Linien für den Zeitraum ab Dezember 2022 neu ausgeschrieben und an die Osthannoversche Eisenbahnen AG (OHE) vergeben. Den Betrieb übernahm am 12. Dezember 2022 die Tochtergesellschaft erixx Holstein GmbH.
Mit Stand 2024 werden Akkutriebwagen vom Typ Stadler Flirt Akku eingesetzt, übergangsweise waren Dieseltriebwagen der Baureihe 648 zum Einsatz gekommen.
Für Umstiege von und nach Hamburg und Schwerin halten die Nahverkehrszüge in Büchen meistens dort bis zu 10 Minuten.
Der Abschnitt Ratzeburg–Lüneburg gehört zum Tarifgebiet des Hamburger Verkehrsverbundes, der Abschnitt Lübeck–Lauenburg zum Schleswig-Holstein-Tarif.
| Linie | Zuglauf |
| ----- | --- |
| RE 83 | (Kiel) – Lübeck Hauptbahnhof – Lübeck Hochschulstadtteil – Lübeck Flughafen – Ratzeburg – Mölln – Büchen – Lauenburg – Echem – Lüneburg |

Langfristig soll der Verkehr zwischen Lübeck und Ratzeburg in der Hauptverkehrszeit zu einem Halbstundentakt verdichtet werden.

### Fernverkehr
Bedingt durch den dreigleisigen Ausbau zwischen Stelle und Lüneburg verkehrte 2011 Fernverkehr zwischen Lüneburg und Büchen. Ein Autoreisezug Hamburg–München wurde dreimal wöchentlich und ein EuroNight Wien–Hamburg fünfmal wöchentlich umgeleitet. Zwei Lokomotiven der DB-Baureihe 218 von Autozug Sylt zogen die Züge zwischen Lüneburg und dem Bahnhof Hamburg-Altona. Die Elektrolokomotive lief als Wagenlok hinter den Diesellokomotiven mit.

### Güterverkehr
Ortsgüterverkehr findet statt in Form von Getreidezügen aus Ratzeburg, derzeit gefahren von hhpi. Mit Diesel- oder Zweikraft-Loks bespannte Züge nutzen die Strecke zwischen Lübeck und Büchen oder Lüneburg.